# Triszkaidekafóbia

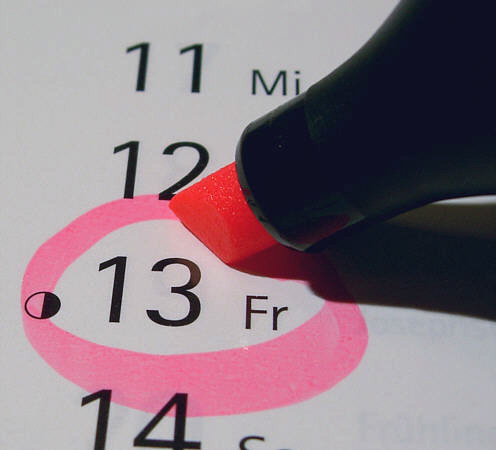
Péntek 13-át balszerencsés napnak gondolják egyesek

A triszkaidekafóbia (görög τρισκαιδεκα (triszkaideka), tizenhárom, és φόβος (fóbosz), félelem) a tizenhármas számtól való félelem, melyet gyakran tartanak babonának.

## Eredete

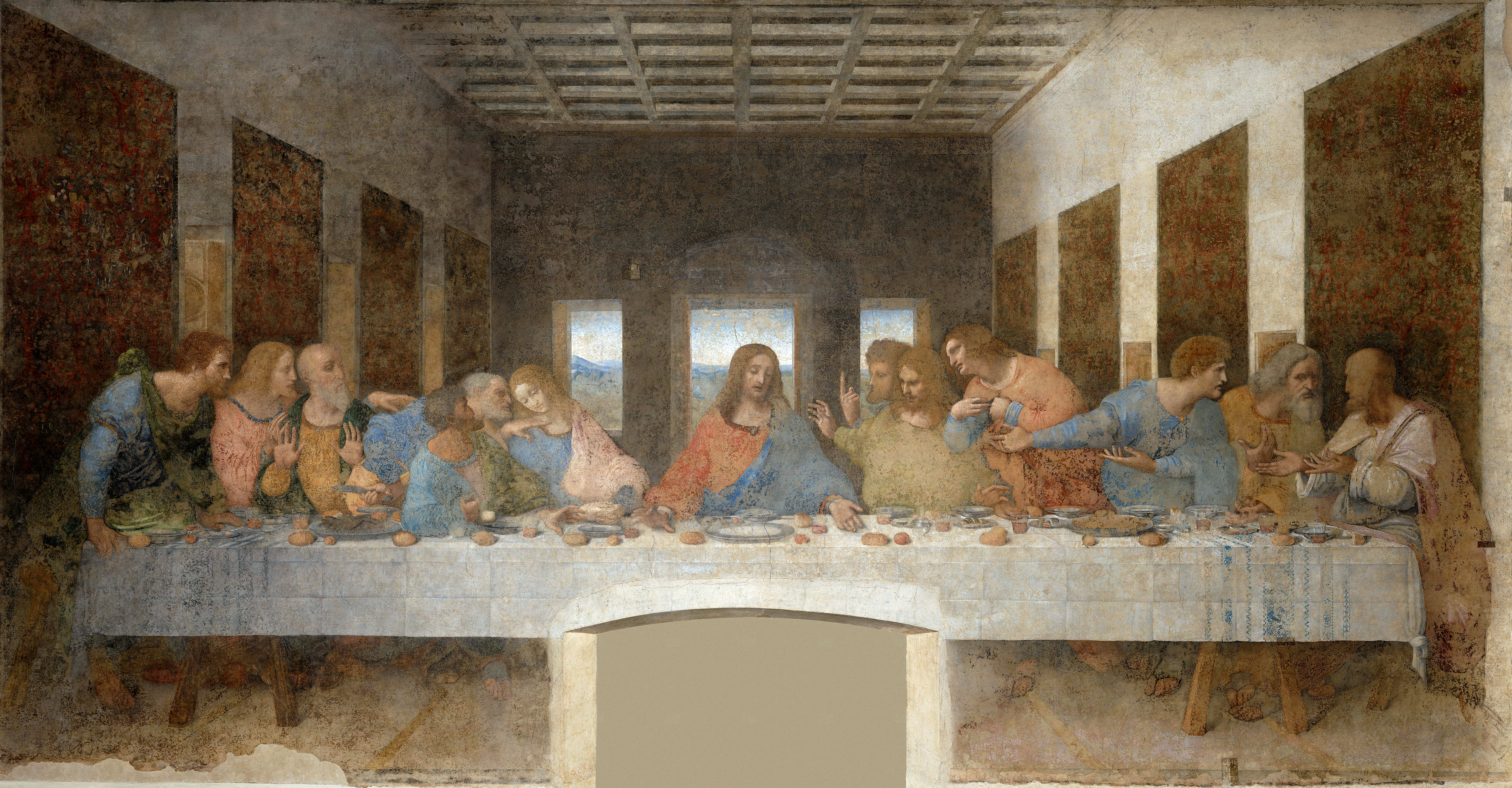
Leonardo da Vinci: Az utolsó vacsora

A tizenhármas számmal kapcsolatos félelemet többféleképpen magyarázzák. A tizenhárom azért lehet „rossz”, mert eggyel több a praktikusan osztható (3 × 4) tucatnál, a 12-nél. A 13-as - mint a prímszámok - nem kedvelt; magyarul elterjedt a „heten, mint a gonoszok” , az olaszoknál a 17-es szerencsétlen.
Egyes keresztény hagyományok szerint a tizenhárom azért balszerencsés szám, mert Jézus utolsó vacsorájánál a tizenkét apostollal együtt tizenhárman voltak, köztük Júdás, aki elárulta Jézust.
A triszkaidekafóbia a vikingekre is hatással lehetett – úgy vélik, hogy Loki, az ármányos volt a mitológiájuk tizenharmadik istene.

Péntek 13. is különösen balszerencsés napnak számít.

## Példái

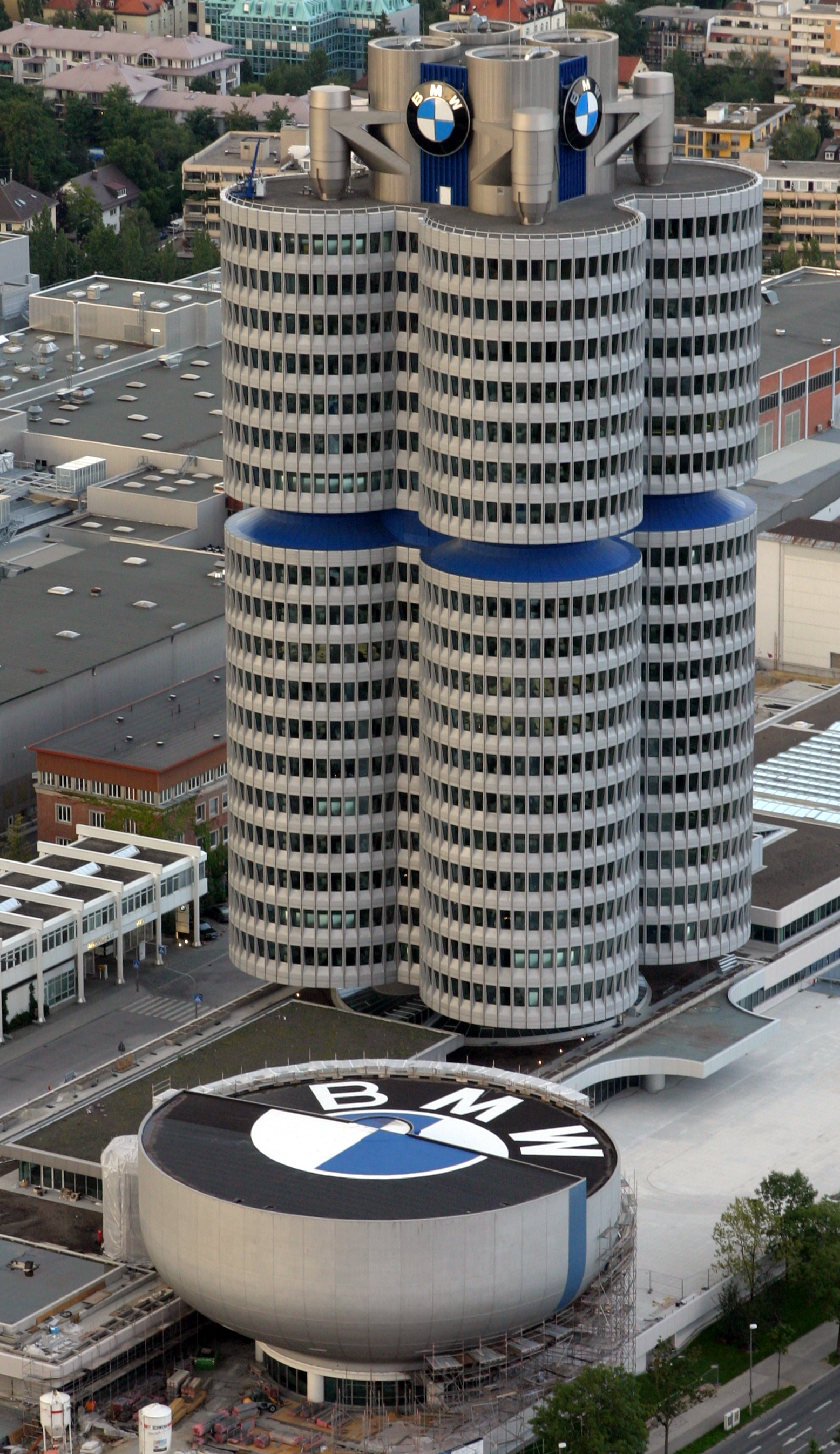
A BMW müncheni székházában nincsen 13. szint, csak egy kék rés

Egyes épületekben az emeletek számozásánál kihagyták a tizenharmadikat. A 12. emelet után egyenesen a 14. következik, hogy a triszkaidekafóbok ne kerüljenek stresszhelyzetbe. Alternatív megoldásként az épületnek a 12. emeleten túl lehet egy 12a vagy 12b szintje is. Ha van is tizenharmadik emelet, akkor lakhatatlanná is tehetik – a londoni One Canada Square felhőkarcoló 13. emeletén például nincsenek kiadó irodák, hanem itt helyezkedik el az épület légkondicionálása. Las Vegas több kaszinójában szintén nincsen 13. emelet. A 13-as szám elhagyása emeleteken kívül jellemző még szállodaszobák számára, repülőgépeken üléssorok számozására és tengerjáró hajókon kabinszámokra.
A memphisi (Tennessee, USA) repülőtéren nincs A13, B13 és C13 számú beszállókapu. A New York állambeli Islip repülőterén nincsen 13-as beszállókapu – van 12, 12A és 14. Az alabamai Birmingham repülőterén nincsen C13 kapu. San Franciscóban a 12. és a 14. sugárút közötti észak-déli irányú utcát Funston Avenue-nek hívják.
Arnold Schönberg osztrák zeneszerző is triszkaidekafób volt (ráadásul 13-án született). Kiszámolta, 76 éves korában fog meghalni (mert 7 + 6 = 13). Nem csak hogy tényleg 76 éves korában halt meg, de ráadásul péntek 13-án. Halálával kapcsolatos többi 13: éjjel 11:47-kor halt meg, éjfél előtt 13 perccel. 1 + 1 + 4 + 7 = 13.
A Harmadik Birodalom egyik vadászgépét a Heinkel He 112-ből fejlesztették tovább, és csak azért nevezték el He–100-nak, hogy elkerüljék a He–113-as számot. Az amerikai légierőben soha nem volt F–13-as – az YF–12 vadászgép prototípust (amelyből később az SR–71 Blackbird-öt fejlesztették ki), a Grumman F–14 Tomcat követte. A Magyarországnak 1993-ban átadott 28 MiG–29-es vadászrepülőgép között nincs 13-as számú, a 12-es oldalszámú gépet a 14-es követi, valamint a MiG–23-asok és Szu–22-esek között szintén nem volt 13-as oldalszámú gép.

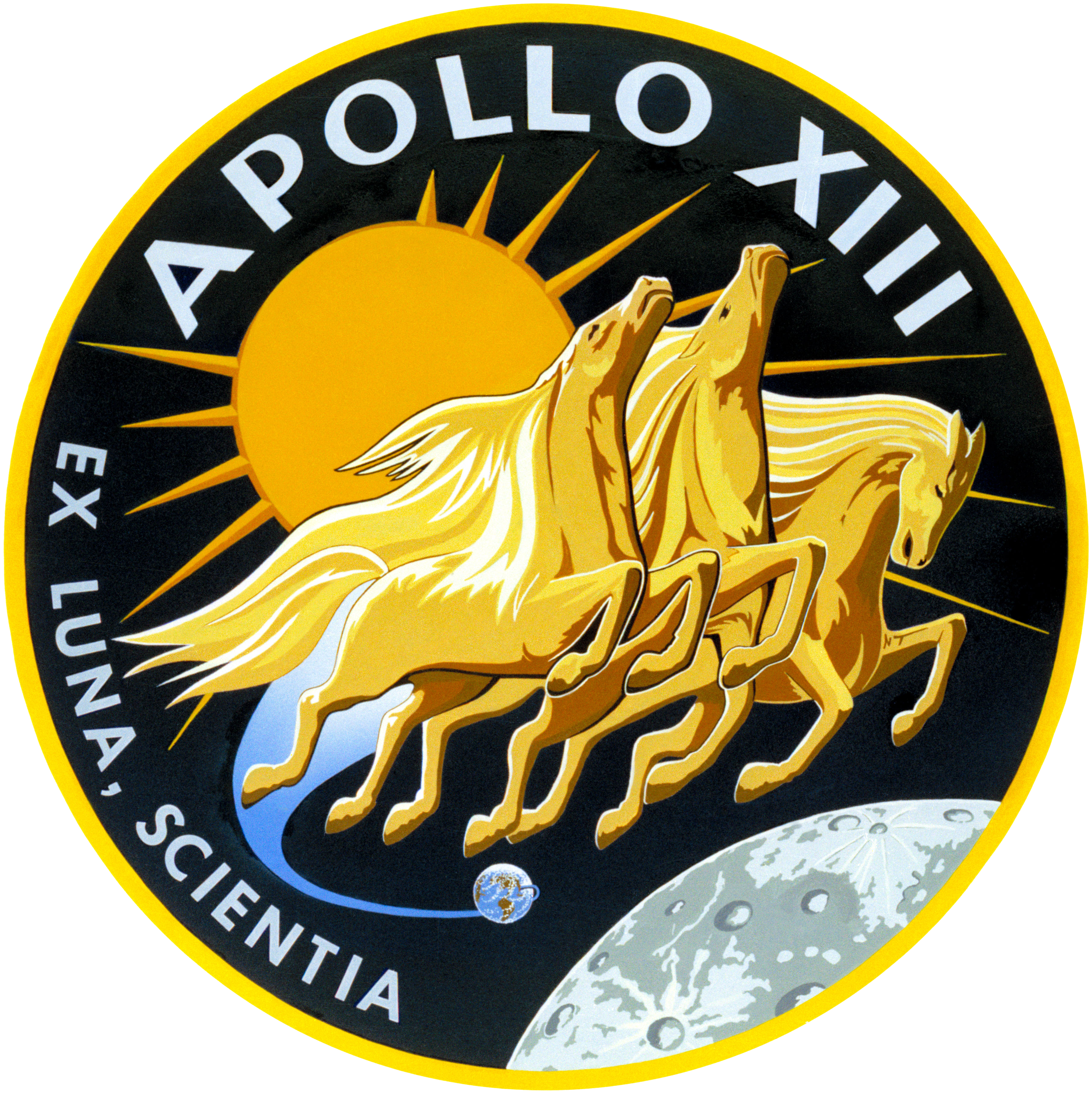
Az Apollo-13 küldetés jelvénye

Többen felhozzák az Apollo–13 példáját triszkaidekafóbiájuk alátámasztásaként. Az űrhajót 1970. április 11-én lőtték fel (7 + 0 + 0 + 4 + 1 + 1 = 13), helyi idő szerint 14:13-kor, a Complex 39 kilövőállásról (3 × 13 = 39). A szóbeszéd szerint amikor a floridai kilövésnél 14:13 volt, akkor a texasi irányítóközpontban egy órával korábbi időpontot, 13:13-at mutattak az órák. A Hold körüli pályára állást is állítólag április 13-ra tervezték. A fóbia által nem sújtott józanabb emberek azonban arra hívják fel a figyelmet, hogy a baleset szerencsés kimenetelű volt, a legénység túlélte a krízist.
Formula–1-es autóversenyeken nincsen 13-as rajtszám. Amikor volt, akkor két versenyző is halálos balesetet szenvedett 13-as rajtszámú autókban. Igaz, halálos balesetek a rajtszám kivonása után is történtek.
A templomos lovagrend elleni per és letartóztatási hullám is péntek 13-án, 1307 októberében történt. Ezt az eseményt tartják a péntek 13. körüli balszerencse-érzés eredetének.
Hasfelmetsző Jack (Jack the Ripper), Charles Manson, Jeffrey Dahmer és Theodore Bundy sorozatgyilkosok nevében mind 13 betű található.

## Egyéb számfóbiák

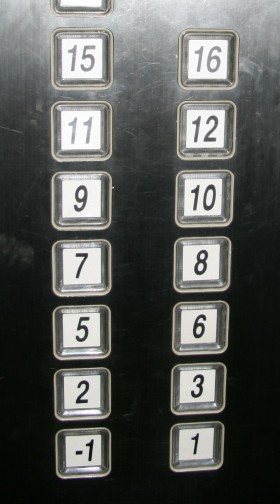
Felvonó egy sanghaji épületben, ahol nincsen 4., 13. és 14. emelet

Egyes távol-keleti országokban (Japánban, Kínában és Dél-Koreában) a tetrafóbia elterjedése a meghatározóbb. A négyes számtól való félelmet azzal magyarázzák, hogy a „négy” (四, pinjin: sì) és a „halál” (死, pinjin: sǐ) szavak kiejtése mandarinul és kantoniul is nagyon hasonlít egymásra. Mivel a japán és a koreai nyelv is a kínaiból vette át e szavak kiejtését – "shi" japánul és "sa" (사) koreaiul) – ezért a tetrafóbia ott is igen elterjedt.
Az olasz kultúrában a 17-es számot tartják balszerencsésnek. Római számokkal ez XVII, amelynek a betűit át lehet rendezni VIXI-re. Latinul ez azt jelenti: „éltem”, vagyis „az életemnek most vége”. Olaszországban gyakoriak az olyan épületek, amelyeknek nincsen 17. emelete vagy 17. szobája. Az Alitalia nemzeti légitársaság repülőgépein nincsen 17-es üléssor, ahogyan a sok olasz városba repülő német Germanwings gépein sincs. A Renault R17-es modelljeit az olasz piacon R177 néven forgalmazta.